# Cachryphora imbricaria
Cachryphora imbricaria är en insektsart som beskrevs av Richards 1972. Cachryphora imbricaria ingår i släktet Cachryphora och familjen långrörsbladlöss. Inga underarter finns listade i Catalogue of Life.